# Chamaca
Chamaca ist eine Ortschaft im Departamento La Paz im südamerikanischen Anden-Staat Bolivien.

## Lage im Nahraum
Chamaca ist zentraler Ort des Kanton Chamaca im Municipio La Asunta in der Provinz Sud Yungas. Die Ortschaft liegt in einer Höhe von 810 m am linken, westlichen Ufer des Río Boopi.

## Geographie
Chamaca liegt in den bolivianischen Yungas zwischen den Anden-Gebirgsketten der Cordillera Occidental im Westen und der Cordillera de Cocapata im Osten.
Die Jahresdurchschnittstemperatur der Ortschaft liegt bei 23 °C (siehe Klimadiagramm La Asunta), der Jahresniederschlag beträgt etwa 1.300 mm. Die Region weist ein ausgeprägtes Tageszeitenklima auf, die Monatsdurchschnittstemperaturen schwanken nur unwesentlich zwischen gut 20 °C im Juni/Juli und 25 °C im November/Dezember. Das Flusstal weist eine kurze Trockenzeit mit Monatsniederschlägen von 25 mm in den Monaten Juni und Juli auf, in der Feuchtezeit erreichen die Monatswerte bis 200 mm von Dezember bis Februar.

## Verkehrsnetz
Chamaca liegt in einer Entfernung von 172 Straßenkilometern östlich von La Paz, der Hauptstadt des gleichnamigen Departamentos.
Von La Paz führt die asphaltierte Nationalstraße Ruta 3 in nordöstlicher Richtung 60 Kilometer bis Unduavi, von dort zweigt die unbefestigte Ruta 25 in südöstlicher Richtung ab entlang des Río Unduavi und erreicht nach 70 Kilometern Chulumani. Von dort führt eine unbefestigte Landstraße zwanzig Kilometer über Tajma nach Pasto Pata. Von Pasto Pata aus führt eine Straße zehn Kilometer an einem Bachtal hinab in das Tal des Río Tamampaya und überwindet dabei eine Differenz von 750 Höhenmetern. Die Straße überquert den Fluss und führt an Villa Barrientos vorbei weitere achtzehn Kilometer entlang an seinem linken, nördlichen Ufer bis zur Mündung in den Río Boopi. Von dort sind es noch einmal dreizehn Kilometer den Río Boopi flussabwärts über Yanamayu bis Chamaca.

## Bevölkerung
Die Einwohnerzahl des Ortes hat sich im vergangenen Jahrzehnt nicht verändert:
| Jahr | Einwohner         | Quelle       |
| ---- | ----------------- | ------------ |
| 1992 | keine Detaildaten | Volkszählung |
| 2001 | 205               | Volkszählung |
| 2012 | 205               | Volkszählung |
| 2024 |                   | Volkszählung |

Die Region weist einen hohen Anteil an Aymara-Bevölkerung auf, im Municipio La Asunta sprechen 59,3 Prozent der Bevölkerung Aymara.